# دائرة مشرع الصفاء
دائرة مشرع الصفاء إحدى دوائر ولاية تيارت الجزائرية . عاصمتها هي مشرع الصفاء وتضم بلديات : 
- مشرع الصفاء
- جيلالي بن عمار
- تاقدمت